# Bernhard Gander
Bernhard Gander (* 29. November 1969 in Thurn bei Lienz, Osttirol) ist ein österreichischer Komponist.

## Leben und Werk
Bernhard Gander besuchte das Franziskanergymnasium in Hall in Tirol und wohnte im Internat in Absam, wo ihm das Erlernen verschiedener Musikinstrumente (Gitarre, Klavier, Schlagzeug, Saxophon) ermöglicht wurde. Zwischen 1988 und 1993 studierte er am Tiroler Landeskonservatorium in Innsbruck Klavier, Tonsatz und Dirigieren. Seine kompositorische Ausbildung wurde durch Auslandsaufenthalte am Elektronischen Studio UPIC in Paris in den Jahren 1994/1995 sowie am Schweizerischen Zentrum für Computermusik in Zürich im Jahr 1997 ergänzt. Ab 2000 bis 2008 führte er seine kompositorischen Studien an der Universität für Musik und darstellende Kunst Graz (unter anderem bei Beat Furrer) weiter. Bernhard Gander lebt derzeit als freischaffender Komponist in Wien. Seit 2007 wird er von der Edition Peters vertreten.
Gander gilt im Kunstmusikbetrieb als Rebell und „Ausnahmeerscheinung“. Normative Grenzziehungen wie die zwischen E- und U-Musik, zwischen „hoher Kunst“ und Unterhaltungskultur, werden in seinem Werk beständig unterlaufen und damit kritisiert. So integrierte er Rapper und DJs in ein Orchesterwerk und ließ die Uraufführung in einem Wiener Einkaufszentrum stattfinden (Melting pot, 2010). Gängige Kunstmusik-Formate werden aufgesprengt, so etwa mit der „Sitcom-Oper“ Das Leben am Rande der Milchstraße (2014). Zahlreiche seiner Werke zeigen sich durch Elektronische Musik (Mr. Vertigo, 2004; fluc 'n' flex, 2007), Rap (schöne Worte, 2007; Melting pot, 2010) und Heavy Metal (ö, 2005; Take Death, 2013, Oozing Earth, 2019) inspiriert oder erweisen Comic-Figuren wie Hulk (khul, 2008; hukl, 2012) und Spider-Man (Peter Parker, 2004) in musikalischer Hinsicht Reverenz. Im Kontext einer Kritik zur Premiere von Ganders Liedern von Vertreibung und Nimmerwiederkehr (2021, Libretto: Serhij Zhadan) in der Süddeutschen Zeitung stellt der Musikkritiker Reinhard J. Brembeck explizit den überindividuellen und gesellschaftskritischen Anspruch des Komponisten heraus, der ihn von anderen Komponistinnen und Komponisten unterscheide: "Hier [in Ganders Oper] steht nicht wie in der Romantik, mit der viele heutige Komponisten noch immer nicht abgeschlossen haben, der Einzelne mit seinem Wehwehchen im Zentrum, sondern das Kollektiv der Schikanierten", verbunden mit dem Ziel, "auf[zu]rütteln, [zu] beunruhigen, am Wertbewusstsein der Reichen [zu] kratzen" -  Beobachtungen, die sich für Ganders Schaffen generalisieren lassen. Neben der kompositorischen Tätigkeit sind Gander Projekte, die sich der Vermittlung zeitgenössischer Musik widmen, ein besonderes Anliegen (ersichtlich etwa aus dem inszenierten Konzert Monsters and Angels [2014] nach einem Konzept von Axel Petri-Preis).

## Auszeichnungen
- Outstanding Artist Award für Musik (2021)[6]
- Österreichisches Staatsstipendium für Komposition (2018)
- Hilde-Zach-Kompositionsstipendium (2017)
- Ernst-Krenek-Preis (2012, für Melting pot)
- SKE Publicity Preis (2009)
- Österreichisches Staatsstipendium für Komposition (2005 und 2007)
- Erste-Bank-Kompositionspreis (2005)
- Musikförderungspreis der Stadt Wien für Komposition (2004)

## Werke

### Orchesterwerke
- Scorching Scherzo für Klavier und Orchester (2021, Uraufführung 2023 im Rahmen des ECLAT-Festivals in Stuttgart durch Joonas Ahonen (Klavier) und das SWR Symphonieorchester, Dirigent: Titus Engel)
- Evil Elves: Level Eleven für Saxophonquartett und Orchester (2020, Uraufführung 2023 in der Kölner Philharmonie durch das Raschèr Saxophone Quartet und das Gürzenich-Orchester Köln, Dirigent: François-Xavier Roth)
- Blood Beat für Orchester (2016, Uraufführung 2016 im Rahmen der Internationalen Ferienkurse für Neues Musik durch das hr-Sinfonieorchester, Dirigent: Lucas Vis)
- fourchanniballads für großes Orchester (2013, Uraufführung 2014 in der Philharmonie Köln durch das WDR-Orchester, Dirigent: Jonathan Stockhammer)
- hukl für Orchester (2011, Uraufführung 2012 im Rahmen der Donaueschinger Musiktage durch das SWR-Orchester, Dirigent: François-Xavier Roth)
- Melting pot für Orchester, DJ, Rapper, Breakdance, Slam-Poetry und Beatbox (2010, Uraufführung 2011 im Rahmen der Wiener Festwochen durch das RSO Wien, Dirigent: Cornelius Meister)
- DIRTY ANGEL, Doppelkonzert für Akkordeon, Flügelhorn und Orchester (2009, Uraufführung 2010 im Rahmen der Biennale München durch das DSO Berlin, Dirigentin: Susanna Mälkki, Solisten: Krassimir Sterev und Anders Nyqist)
- lovely monster für Orchester (2009, Uraufführung 2009 im Rahmen von Wien Modern durch das RSO Wien, Dirigent: Peter Eötvös)

### Ensemblewerke (Auswahl)
- Soaring Souls System for cello, double bass and ensemble with electronics (2020, Uraufführung 2021 in der Philharmonie de Paris durch das Ensemble intercontemporain, Dirigent: Matthias Pintscher, Solisten: Eric-Maria Coutrier, Nicolas Crosse)
- From Dust Till Dawn für Blechbläser (2020, Uraufführung 2021 durch das Gürzenich-Orchester Köln, Dirigent: Michael Sanderling)
- Maria durch ein Dornwald ging (2020, Uraufführung 2020 durch das Ensemble Modern in Frankfurt, Dirigent: Ingo Metzmacher)
- Oozing Earth for voice, extreme-metal drummer and ensemble (2019, Uraufführung 2020 im Rahmen von cresc-biennale 2020 durch Attila Csihar [voice], Flo Mounier [drums] und Ensemble Modern, Dirigent: Brad Lubman)
- Maximal Funeral für 2 Naturtrompeten, Schlagzeug und Streichorchester (2019, Uraufführung durch das Tiroler Kammerorchester InnStrumenti, Dirigent: Gerhard Sammer)
- 0666/666 666 call me! für Bass und 11 Instrumente (2017, Uraufführung 2018 im Rahmen der Veranstaltung Musique et amour(s) am La MC2: Grenoble durch das Klangforum Wien, Dirigent: Brad Lubman, Solist: Andreas Fischer)
- Cold cadaver with thirteen scary scars für Hammond-Orgel, E-Bass, Schlagzeug und Ensemble (2015, Uraufführung 2016 im Rahmen der Donaueschinger Musiktage durch Steamboat Switzerland und das Klangforum Wien, Dirigent: Titus Engel)
- Take Death für großes Ensemble und DJ (2013, Uraufführung 2013 an der Alten Oper Frankfurt durch das Ensemble Modern, Dirigent: Franck Ollu)
- take nine (for twelve) für Ensemble (2011, Uraufführung 2012 am Centre Pompidou Paris durch das Ensemble intercontemporain, Leitung: Pablo Heras-Casado)
- Beine und Strümpfe für Ensemble (2008, Uraufführung 2008 im Rahmen der Donaueschinger Musiktage durch das Klangforum Wien, Dirigent: Emilio Pomarico)
- bunny games für Ensemble (2006, Uraufführung 2007 auf der Biennale Venedig durch das Klangforum Wien, Dirigent: Johannes Kalitzke)
- Die Orpheus Akte, Doppelkonzert für Bratsche, Klavier und Ensemble (2005, Uraufführung im Rahmen der Klangspuren Schwaz durch das Ensemble Modern, Dirigent: Brad Lubman)
- LEIM für großes Ensemble und Elektronik (2004, Uraufführung 2004 im Rahmen der Klangspuren Schwaz durch das Klangforum Wien, Dirigent: Beat Furrer)
- fète.gare für 14 Musiker (Uraufführung 2002 im Rahmen des musikprotokoll – Steirischer Herbst durch das Klangforum Wien, Dirigent: Sylvain Cambreling)

### Kammermusikwerke (Auswahl)
- Schwarze Perlen für Klavierquartett (2019)
- Messing 5 für 5 Blechbläser (2019)
- Soaring Souls for cello and double bass (2019)
- Take Five for Three für Kontrabass und zwei Perkussionisten (2019)
- Eleven Evil Elves für Saxophonquartett (2019)
- Impaling Prophecy für Violine und Klavier (2018)
- Crawling Chroma für E-Gitarre und E-Bass (2018)
- Flancing Flamingo für Klaviertrio (2017)
- insincere sermon für 2 Trompeten und Horn (2015)
- 2bad für Gambe und E-Gitarre (2012)
- khul cuts für Streichquartett und Tänzer (2011)
- beijing für 2 Bassklarinetten (2010)
- Dirty Wings für Flügelhorn und Akkordeon (2010)
- khul für Streichquartett (2010)
- schlechtecharakterstücke für Klaviertrio (2009)
- Die Orpheus Akte II für Bratsche, Klavier und Elektronik (2008)
- schöne Worte für Klavierquartett (2007)
- ö, Quintett (2005)
- Mr. Vertigo für 2 Bassetthörner und Elektronik (2004)
- splitting romance für Saxophonquartett (2001)
- poème concret für Streichtrio und elektronische Klänge (2001)
- Der Melonenbaum für Akkordeon, Bassklarinette, Schlagzeug (2000)
- welcome für Tonband, Klavier und Klarinette (1999)
- bodyguards für Sopransaxofon (1998)

### Vokalwerke (Auswahl)
- Totenwacht für Stimmen (2016)
- moaning maggots für Sopran und Bass (2016)
- morbidable II („une charogne“) für Kontrabassklarinette und Bass (2015)
- darkness awaits us für Sopran und Gambe (2013)
- deathtongue für Kontrabassklarinette und 6 Vokalisten (2012)
- wegda! für Sopran und Ensemble (2011)
- king‘s message für Tenor und Ensemble (2007)
- horribile dictu für Stimmen, Streicher und Posaunen (2007)

### Solowerke (Auswahl)
- RIFF23 für Violoncello solo (2021)
- Incantation for horn solo (2020)
- Solitary Soaring Soul for doublebass (2019)
- victim of vermin für Akkordeon solo (2015)
- morbidable für Kontrabassklarinette solo (2014)
- fluc`n`flex für Akkordeon solo (2007)
- Peter Parker für Klavier solo (2004)

### Musiktheater
- Ich habe ihn nie getroffen für Cello, Sopran und Perkussion (2023, Premiere 2023 im Rahmen des Taschenopernfestivals Salzburg)
- Lieder von Vertreibung und Nimmerwiederkehr (2021, Premiere 2022 bei der Münchner Biennale für Neues Musiktheater, Libretto: Serhij Zhadan)[7]
- Die Komödie der Irrungen von William Shakespeare (Premiere am 25. Januar 2017 am Burgtheater Wien, Regie und Bühne: Herbert Fritsch, Musik: Bernhard Gander)
- Das Leben am Rande der Milchstraße: Eine Sitcom-Oper in 7 Folgen á 25 Minuten (Libretto: Johannes Heide und Christa Salchner, Uraufführung 2014 im Rahmen der Bregenzer Festspiele in Kooperation mit Wien Modern)

### Musikvermittlungsprojekte (Auswahl)
- Münzwurf: Ein partizipatives Konzert mit Chören, Blasmusikkapellen, Schauspielgruppen und Musikschülern im Rahmen von Die Sieben Leben des Maximilian (2019). Konzept: Dietmar Wiesner und Bernhard Gander
- Explodierende Schubladen – Collage zum Orchesterwerk hukl. Konzept: Barbara Balba Weber, SWR Sinfonieorchester Baden-Baden und Freiburg (2015)
- Monsters And Angels: Ein inszeniertes Konzert nach einem Konzept von Axel Petri-Preis, Regie: Christoph Zauner (2014)

### Unterrichtstätigkeiten und Leitung von Masterclasses (Auswahl)
- ARCO - Université de composition franco-autrichienne: Internationaler Sommerkurs (Marseille, 2019)
- Ticino Musica Festival Academy Masterclass: International Young Composers Academy (Lugano, 2018)
- impuls. 10. Internationale Ensemble- und Komponistenakademie für zeitgenössische Musik (Graz, 2017)

## Diskographie

### Full Length
- Oozing Earth for voice, extreme-metal drummer and ensemble (2022, Supreme Chaos Records, mit Attila Csihar [voice], Flo Mounier [drums] und Ensemble Modern)
- Take Death! (2014, GOD Records, mit Ensemble Modern, Patrick Pulsinger)
- Monsters and Angels (2012, Kairos)
- Bunny Games (2007, Kairos)

### Splits
- Take Five for Three für Kontrabass und zwei Schlagzeuge auf dem Porträt-Album polyglot von Paul Cannon (2022, Kontrabass: Paul Cannon, Schlagwerk/Percussion: Rainer Römer, David Haller, EM Medien)
- Peter Parker auf dem Album Charles Ives & Bernhard Gander: Piano Works (Joonas Ahonen, 2021, BIS records)
- Impaling Prophecy auf dem Album #onthemove (Mariam Vardzelashvili und Vira Zhuk, 2018, redpmusic)
- Bourée bourée auf dem Album Double Bach (Annette Bik, Violine, 2018, col legno)
- hukl auf dem Album Donaueschinger Musiktage 2012 (2013, NEOS)
- bejing auf dem Album ShortCuts (2010, ein_klang records)
- Beine und Strümpfe auf dem Album Donauschinger Musiktage 2008 (2009, NEOS)
- king‘s message auf dem Album Alpenglühen (2008, col legno)
- poème concret auf dem Album unerhört – Neue Musik aus Tirol (2005, ORF)
- Mr. Vertigo auf dem Album born to be off-road (2004, ein_klang records)